# Theodor von Holst
Theodor von Holst (3 de setembro de 1810 - 14 de fevereiro de 1844) foi um pintor e ilustrador do romantismo inglês, notório por suas pinturas e ilustrações para clássicos da literatura, como seu frontispício para a edição de 1831 de Frankenstein, de Mary Shelley.